# Iguanura humilis
Iguanura humilis là loài thực vật có hoa thuộc họ Arecaceae. Loài này được (Kiew) C.K.Lim mô tả khoa học đầu tiên năm 1996.